# Phtheochroa duponchelana
Phtheochroa duponchelana es una especie de polilla de la familia Tortricidae. La envergadura es de 18–22 mm. Se han registrado vuelos en adultos de abril a mayo, y en julio.
La larva se alimenta de Acanthus spinosus.

## Distribución
Se encuentra en Portugal, sur de Francia, Italia, Sicilia, Malta, Creta, Albania, antes Yugoslavia, sur de Hungría, Macedonia del Norte, Grecia, Asia Menor, Líbano, Siria, Marruecos y Argelia.